# Make You Mine (Ali Gatie)
Make You Mine è un singolo del cantante canadese Ali Gatie, pubblicato 17 ottobre 2017.

## Tracce
1. Make You Mine – 2:50